# Heliophila pendula
Heliophila pendula är en korsblommig växtart som beskrevs av Carl Ludwig von Willdenow. Heliophila pendula ingår i släktet solvänner, och familjen korsblommiga växter. Inga underarter finns listade i Catalogue of Life.